# Zbigniew Kuchowicz

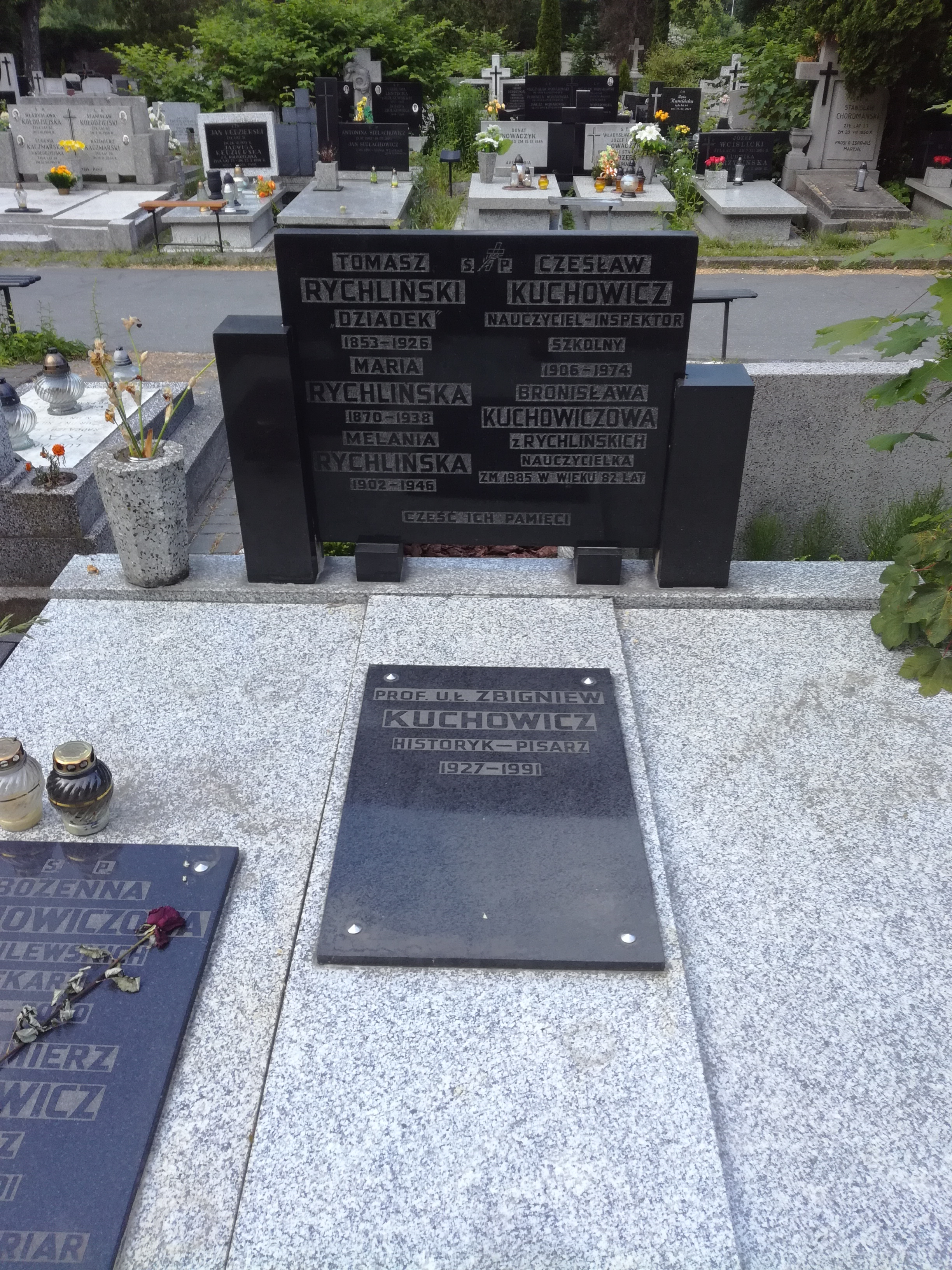
Grób Zbigniewa Kuchowicza na Starym Cmentarzu w Łodzi

Zbigniew Kuchowicz (ur. 5 października 1927 w Zagórowie, zm. 11 maja 1991 w Łodzi) – polski historyk, profesor Uniwersytetu Łódzkiego.

## Życiorys
Prof. Zbigniew Kuchowicz ukończył studia historyczne na Uniwersytecie Łódzkim pod kierunkiem prof. Bohdana Baranowskiego w 1951. Jesienią 1956 podjął pracę w tej uczelni, związując z nią swoje całe życie naukowe. W latach 1981–1984 pełnił funkcję prorektora tej uczelni.
Specjalizował się w badaniu kultury staropolskiej. Zwracał uwagę na niedoceniane wówczas w badaniach aspekty życia: zdrowie, wyżywienie, ubiór, erotyzm.
Został pochowany na Starym Cmentarzu przy ul. Ogrodowej w Łodzi, w części katolickiej.

## Wybrane publikacje
- Aleksander Fredro we fraku i w szlafroku: osobowość i życie prywatne
- Anegdoty, facecje i sensacje obyczajowe XVII i I-szej poł. XVIII wieku
- Barbara Radziwiłłówna
- Człowiek polskiego baroku (1992)
- Kontrreformacja w Europie i w Polsce
- Miłość staropolska. Wzory, uczuciowość, obyczaje erotyczne XVI-XVIII wieku (Wydawnictwo Łódzkie 1982, 596 ss.)
- O biologiczny wymiar historii: książka propozycji
- Obyczaje i postacie Polski szlacheckiej XVI-XVIII wieku
- Obyczaje staropolskie XVII-XVIII wieku (Wydawnictwo Łódzkie, 1975, II-gie wyd. 1977)
- Stefan Czarniecki Pogromca Szwedów (współautor: Zdzisław Spieralski)
- Warunki zdrowotne wsi i miasteczek województw: łęczyckiego i sieradzkiego w XVIII wieku
- Wizerunki niepospolitych niewiast staropolskich XVI-XVIII wieku
- Wpływ odżywiania na stan zdrowotny społeczeństwa polskiego w XVIII wieku
- W walce z najazdem szwedzkim 1655-1660 (współautor: Zdzisław Spieralski oraz Marian Krwawicz)
- Z dziejów obyczajów polskich w wieku XVII i pierwszej poł. XVIII
- Z badań nad stanem biologicznym społeczeństwa polskiego od schyłku XVI do końca XVIII wieku
- Żywoty niepospolitych kobiet polskiego baroku